# David Pearson (Squashspieler)
David Pearson (* 10. Juni 1959 in Kendal) ist ein ehemaliger englischer Squashspieler und heutiger Squashtrainer.

## Karriere
David Pearson war Ende der 1970er-Jahre und in den 1980er-Jahren als Squashspieler aktiv und erreichte im Mai 1984 mit Rang 82 seine höchste Platzierung in der Weltrangliste. Mit der englischen Nationalmannschaft gewann er bei Europameisterschaften zwischen 1977 und 1986 insgesamt fünfmal den Titel.
Nach seiner aktiven Karriere begann er als Squashtrainer zu arbeiten. Er war von 1995 bis 2010 englischer Nationaltrainer und trainierte mehrere Weltmeister, darunter Nick Matthew und Laura Massaro.

## Erfolge
- Europameister mit der Mannschaft: 5 Titel (1977, 1981, 1984–1986)